# Rudolf Kern
Rudolf Kern – niemiecki architekt, działający na terenie Bydgoszczy w latach 1903–1914.

## Życiorys
Architekt związany z Bydgoszczą. Prawdopodobnie praktykował w pracowni Józefa Święcickiego. Od około 1903 do początku lat 20. XX wieku prowadził własne biuro architektoniczno-budowlane. W tym czasie podobnie jak inni bydgoscy architekci zajmował się projektowaniem i budową kamienic czynszowych sprzedawanych następnie z zyskiem handlarzom nieruchomości i najemcom, m.in. przy ulicy Cieszkowskiego. W Bydgoszczy mieszkał jeszcze w 1922 r. we własnym domu przy ul. Gdańskiej 72/Al. Mickiewicza 1. 

## Działalność architektoniczna w Bydgoszczy
Rudolf Kern, wspólnie z Fritzem Weidnerem, był zwycięzcą konkursu na najpiękniejszą fasadę nowo wybudowanego domu w Bydgoszczy. Specjalizował się w architekturze secesyjnej. 

### Wybrane dzieła
Rudolf Kern zaprojektował ok. 30 budynków w Śródmieściu Bydgoszczy, w większości na parcelach należących do Juliusa Bergera, późniejszego współzałożyciela firmy Bilfinger Berger. Realizacje architekta w Bydgoszczy:
- dom własny przy obecnej Al. Mickiewicza 1 o fantazyjnej dekoracji złożonej z wijących się linii i fantastycznych masek
- kamienice przy ul. Gdańskiej 5, 24, 35, 66, 67, 68 i 158
- kamienica przy ul. Dworcowej 86
- kamienice przy al. Mickiewicza 5, 7, 9, 13 i 15
- kamienice przy ul. 20 stycznia 1920 r. 2, 16, 18, 24 i 29
- kamienice przy ul. Zamoyskiego 11, 13 i 15
- kamienica ul. Cieszkowskiego 10
- kamienice ul. Chodkiewicza 2a, 14, 22
- kamienica pl. Weyssenhoffa 1
- kamienica przy ul. Paderewskiego 4

## Galeria: wybrane realizacje Rudolfa Kerna w Bydgoszczy

### Ulica Gdańska

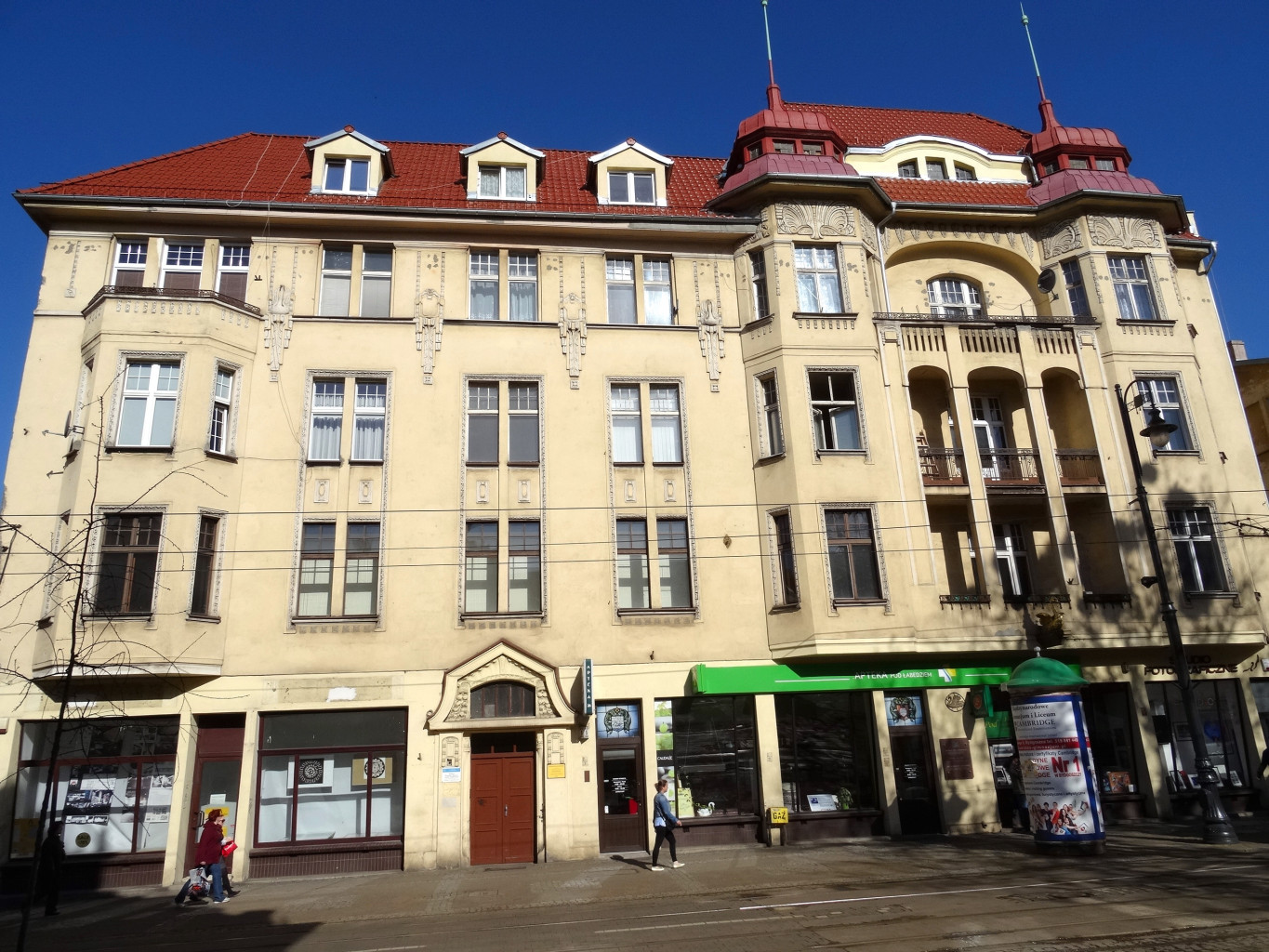
nr 5 (przebudowa)
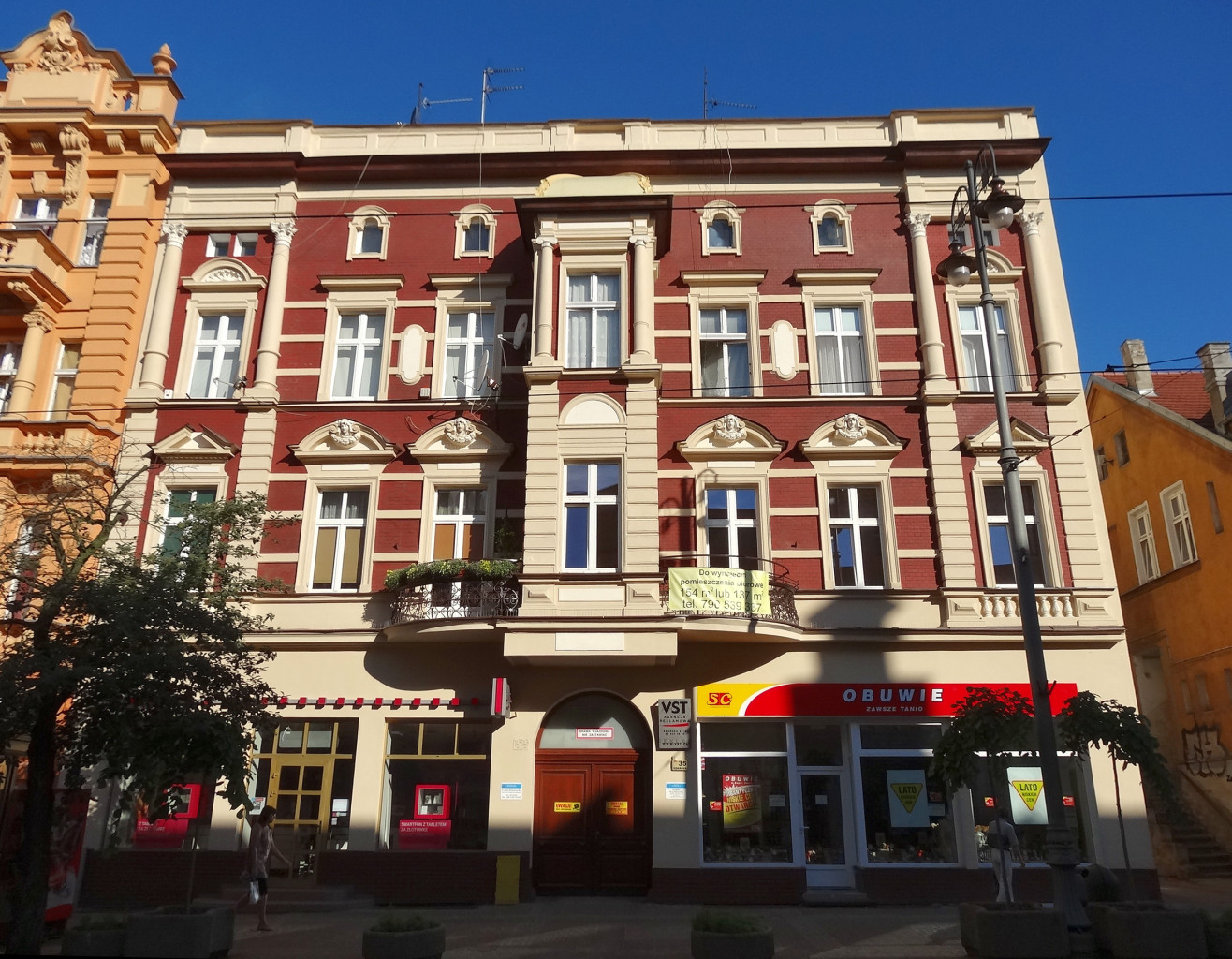
nr 35
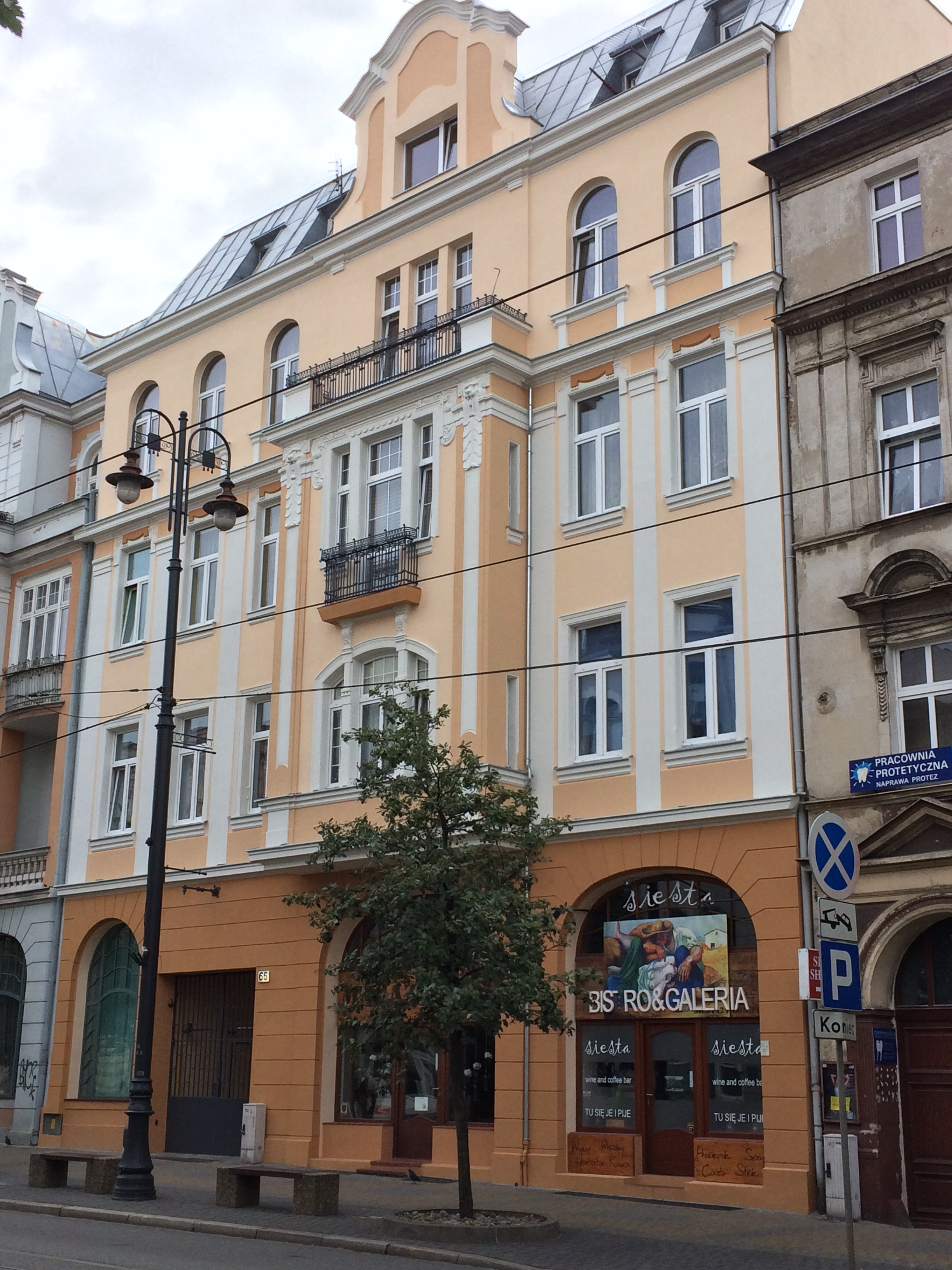
nr 66
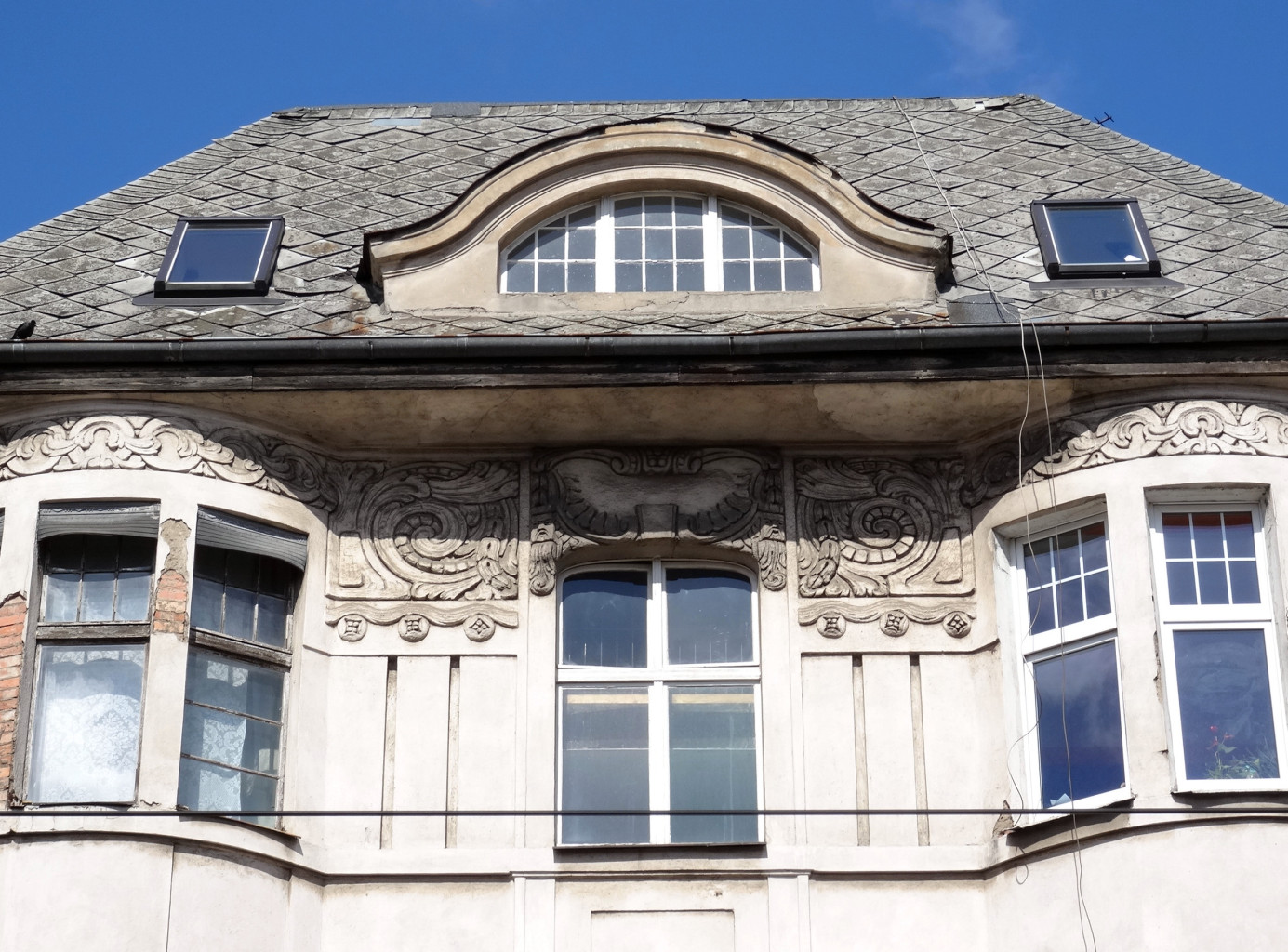
nr 67
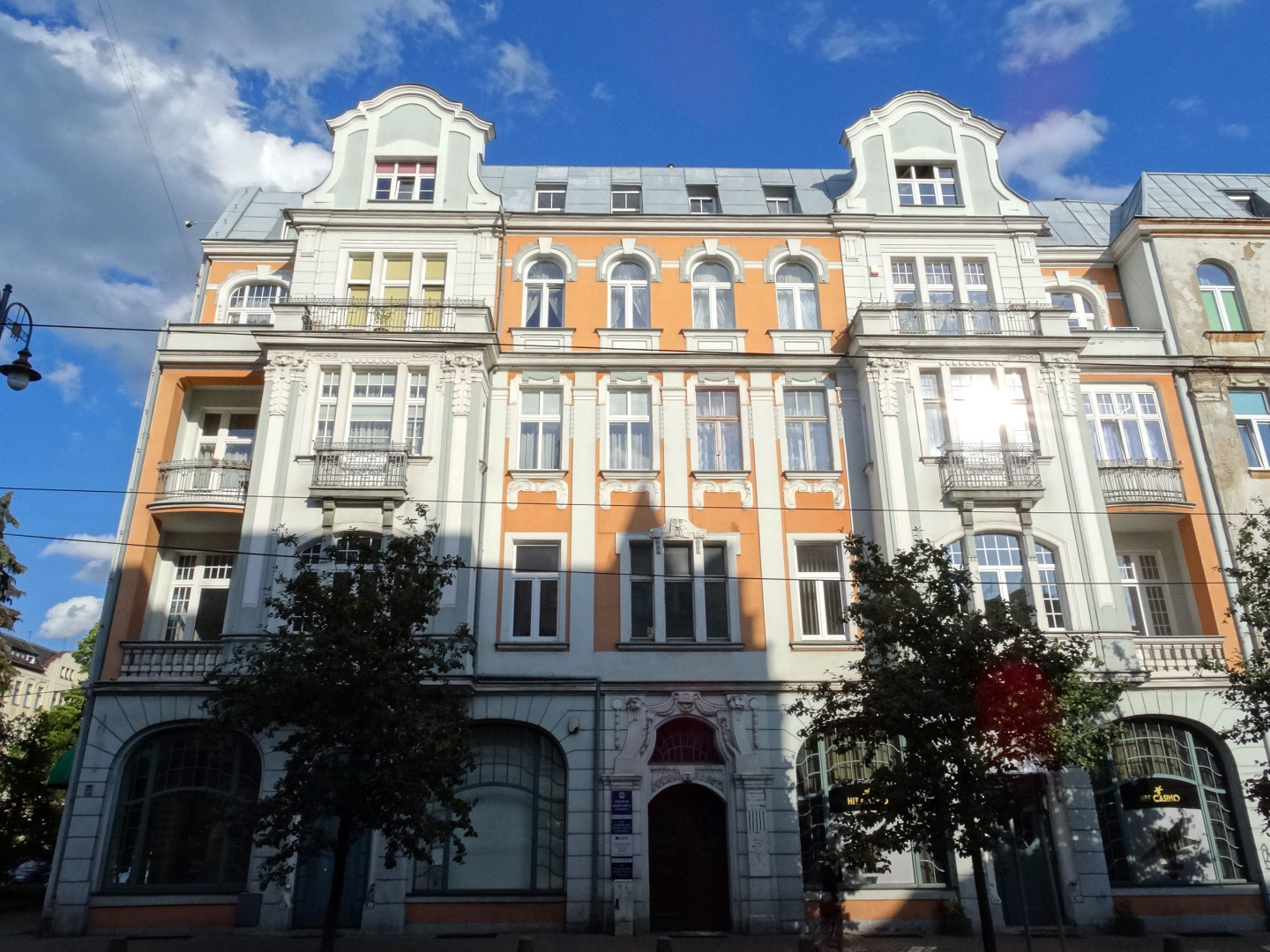
nr 68
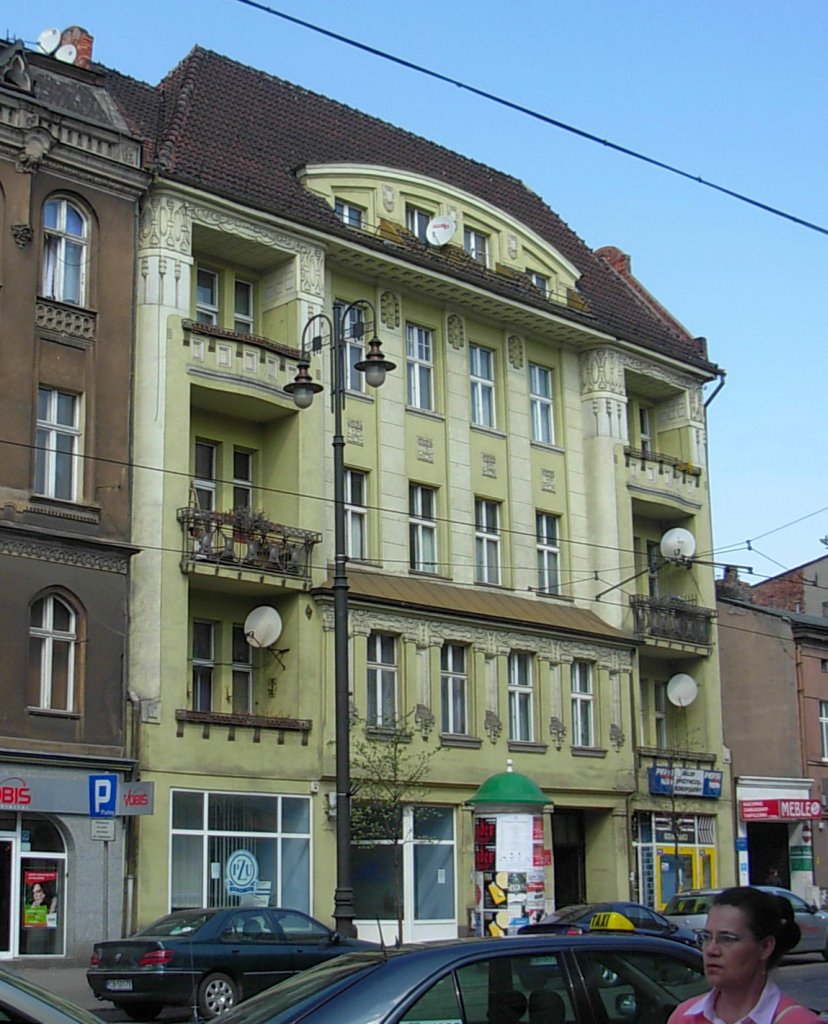
nr 71

### Aleja Mickiewicza

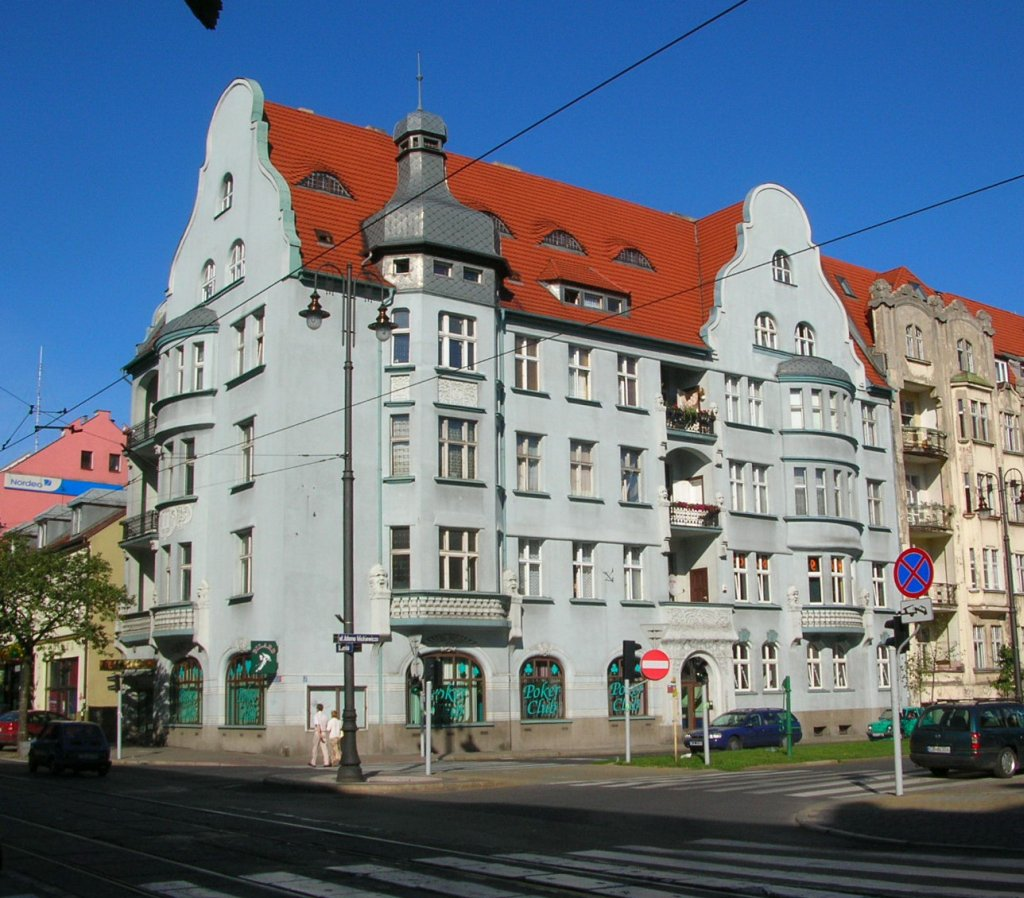
nr 1
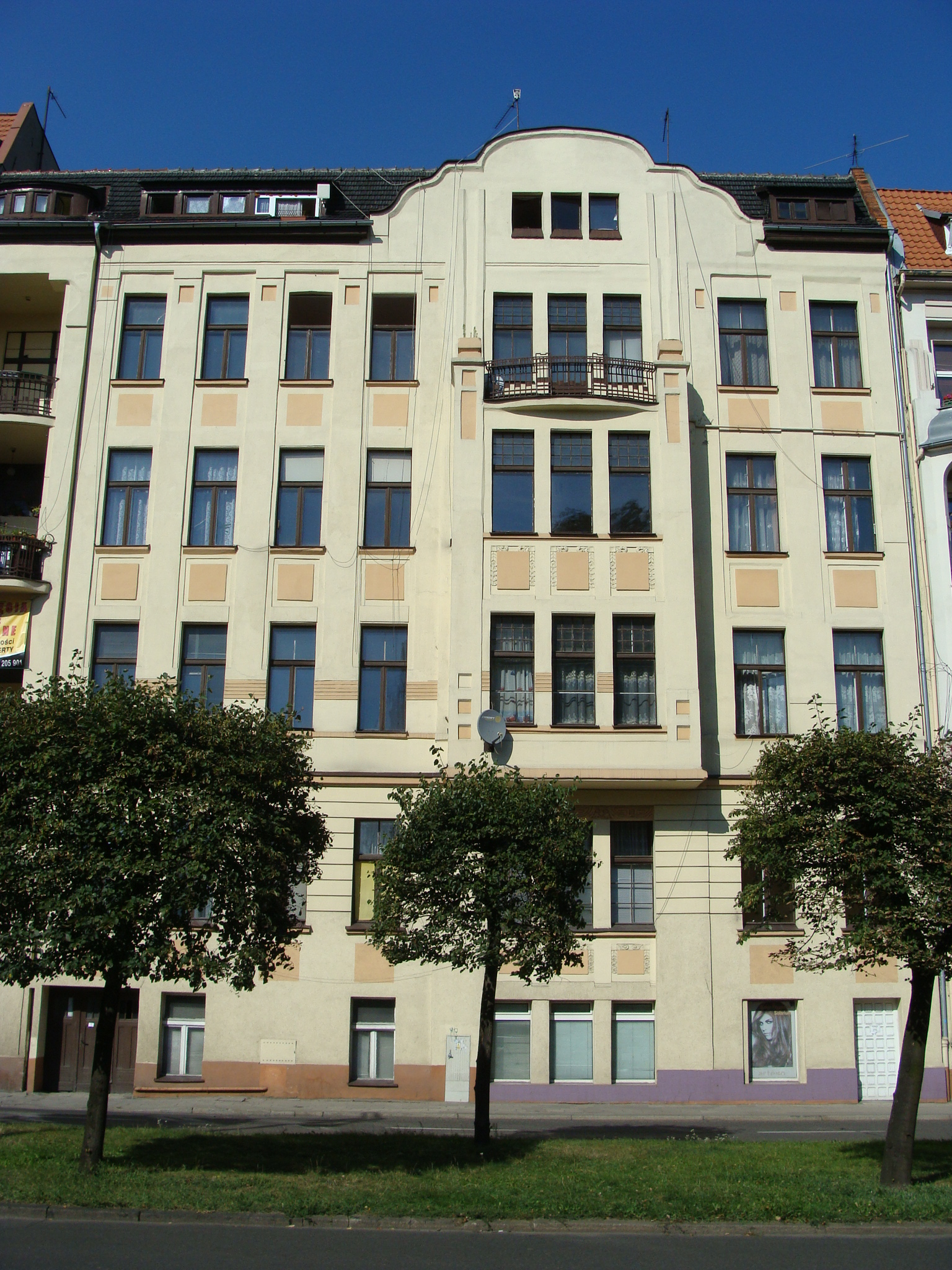
nr 5
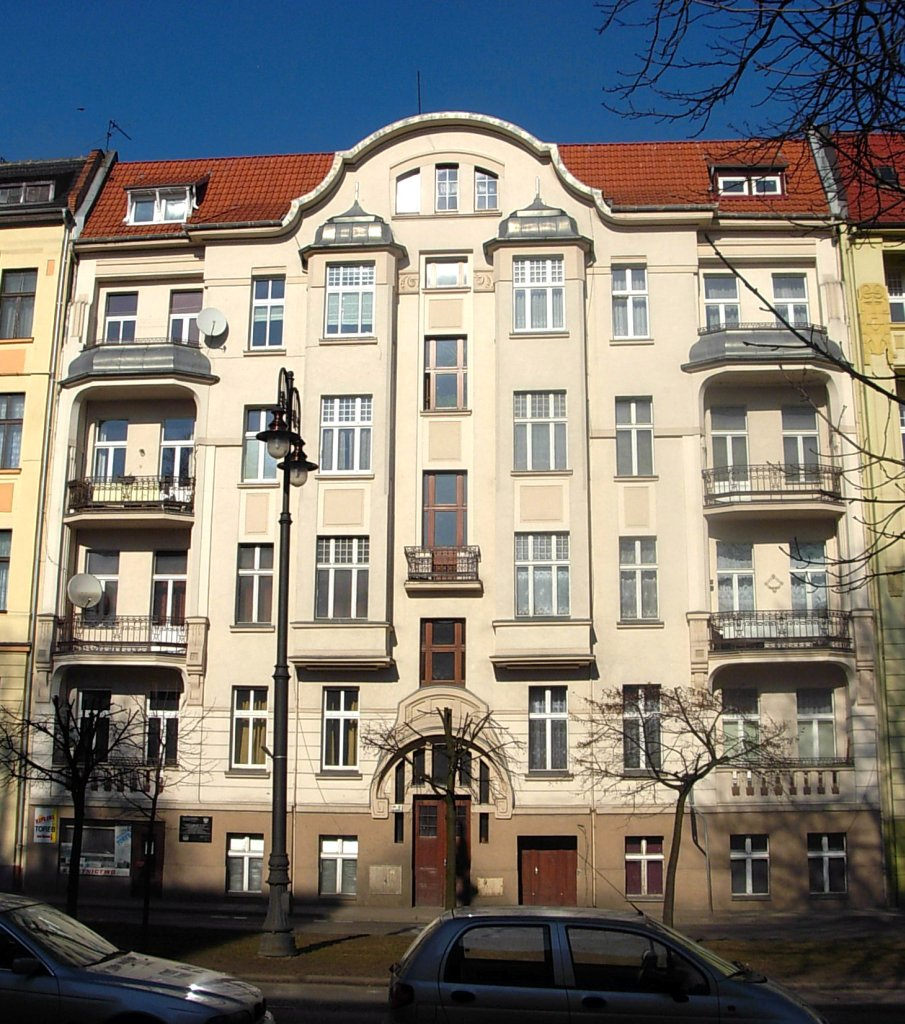
nr 7
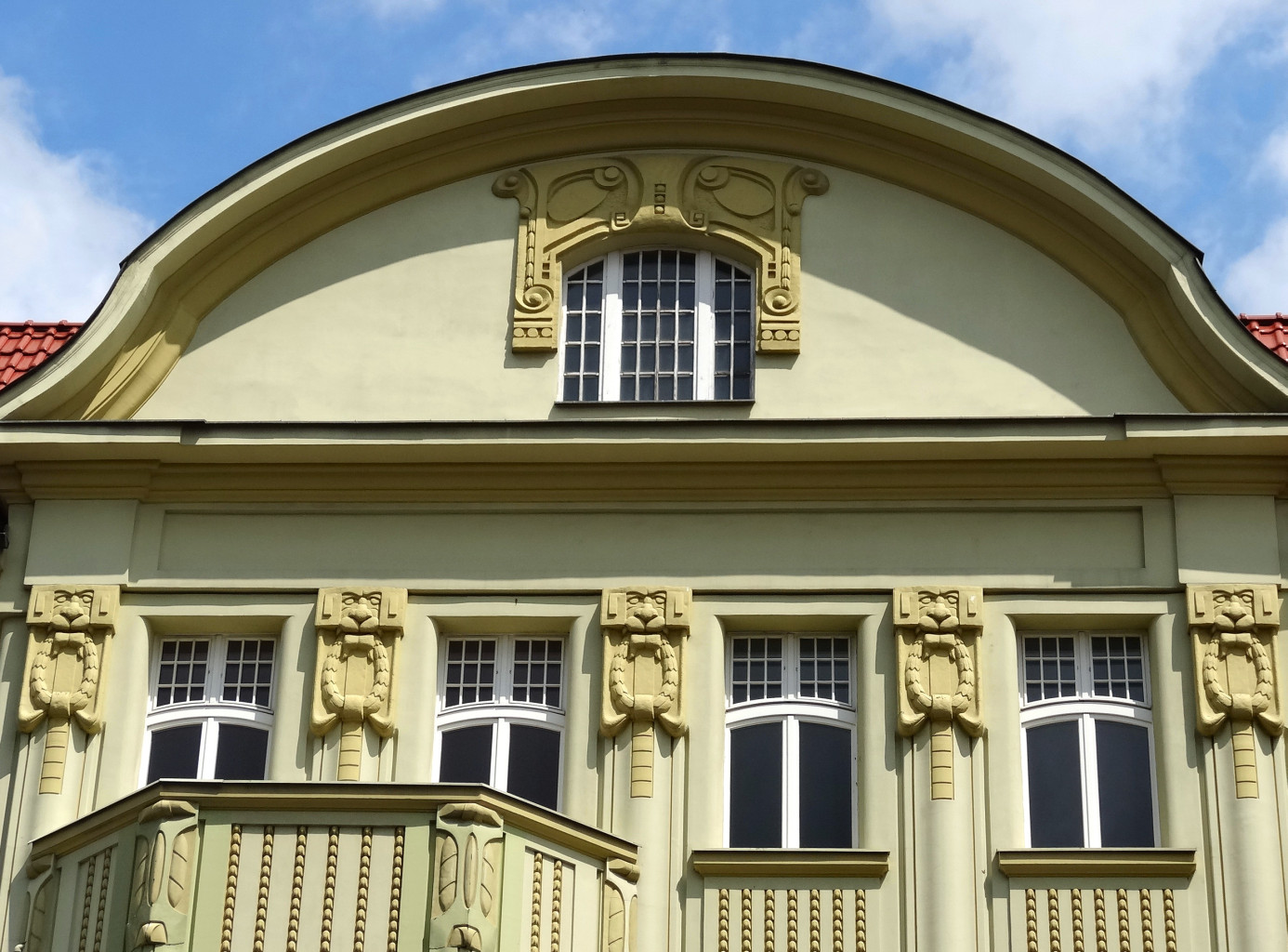
nr 9
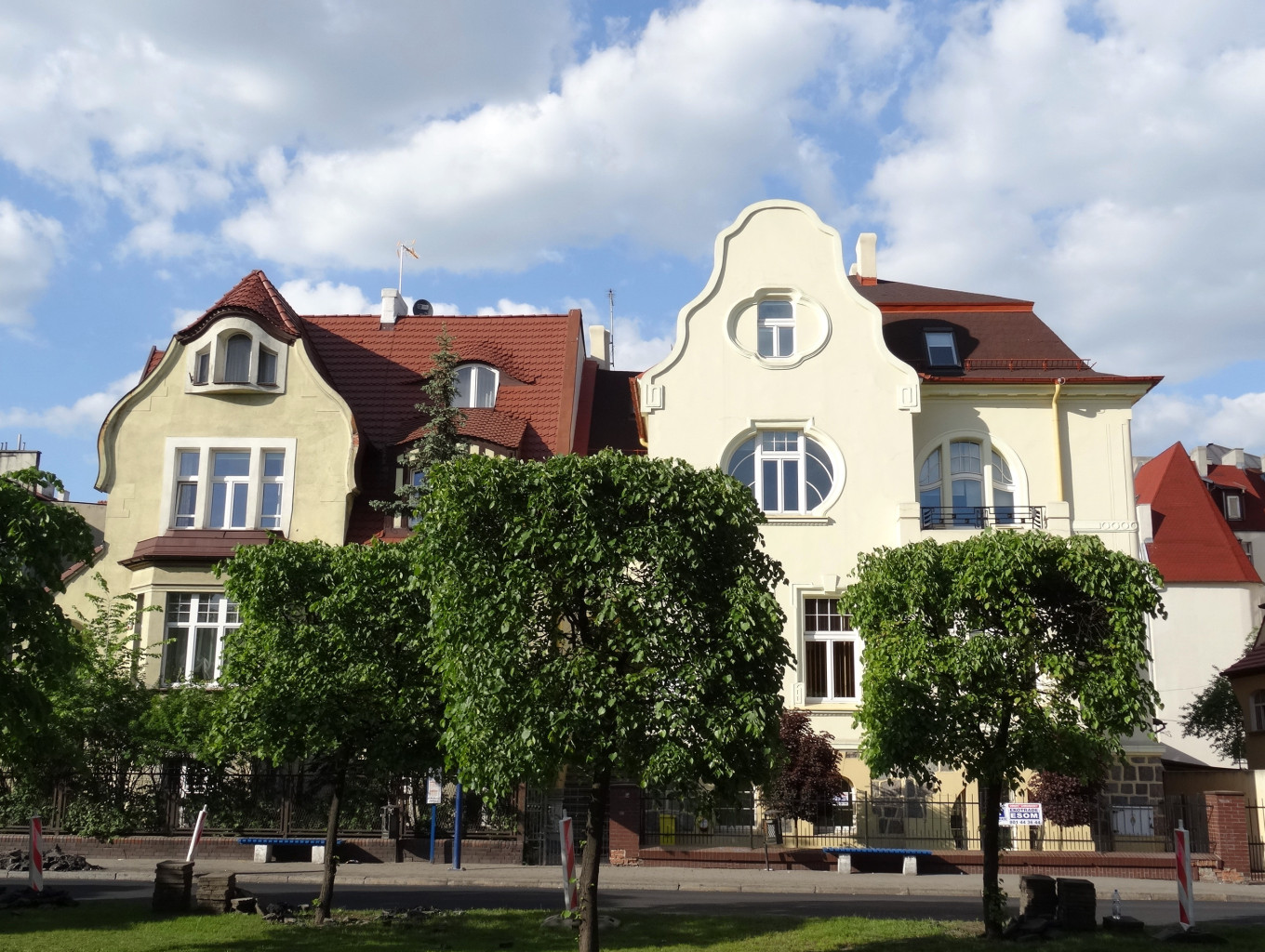
Mickiewicza 13-15

### Ulica 20 stycznia 1920

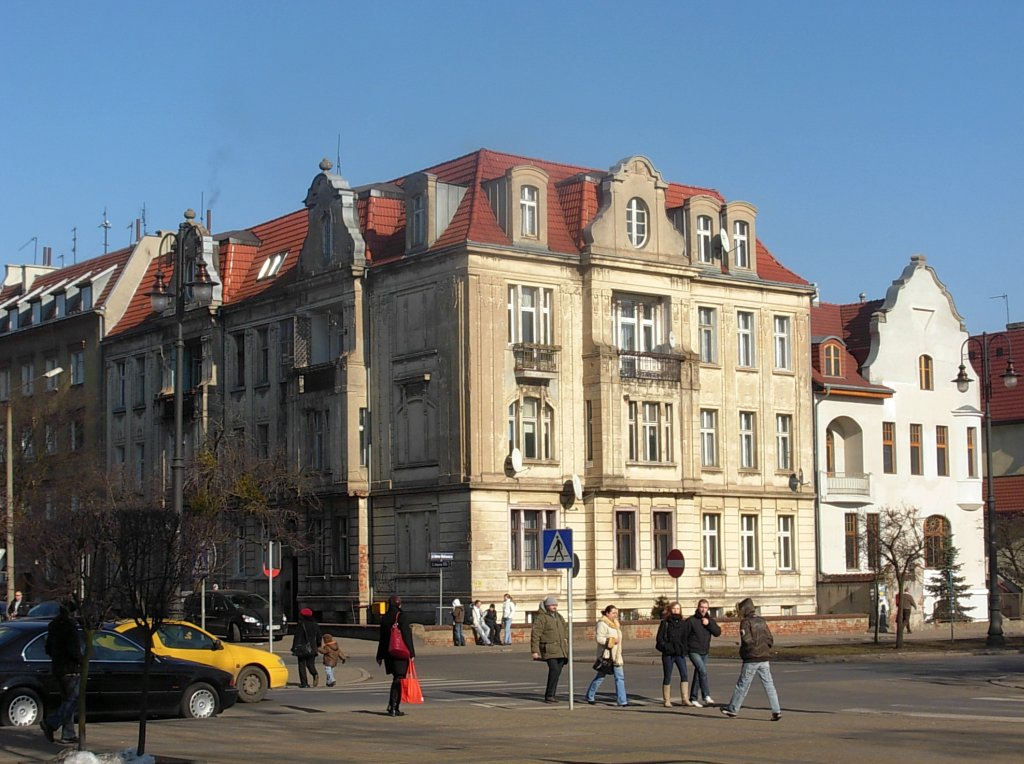
nr 2
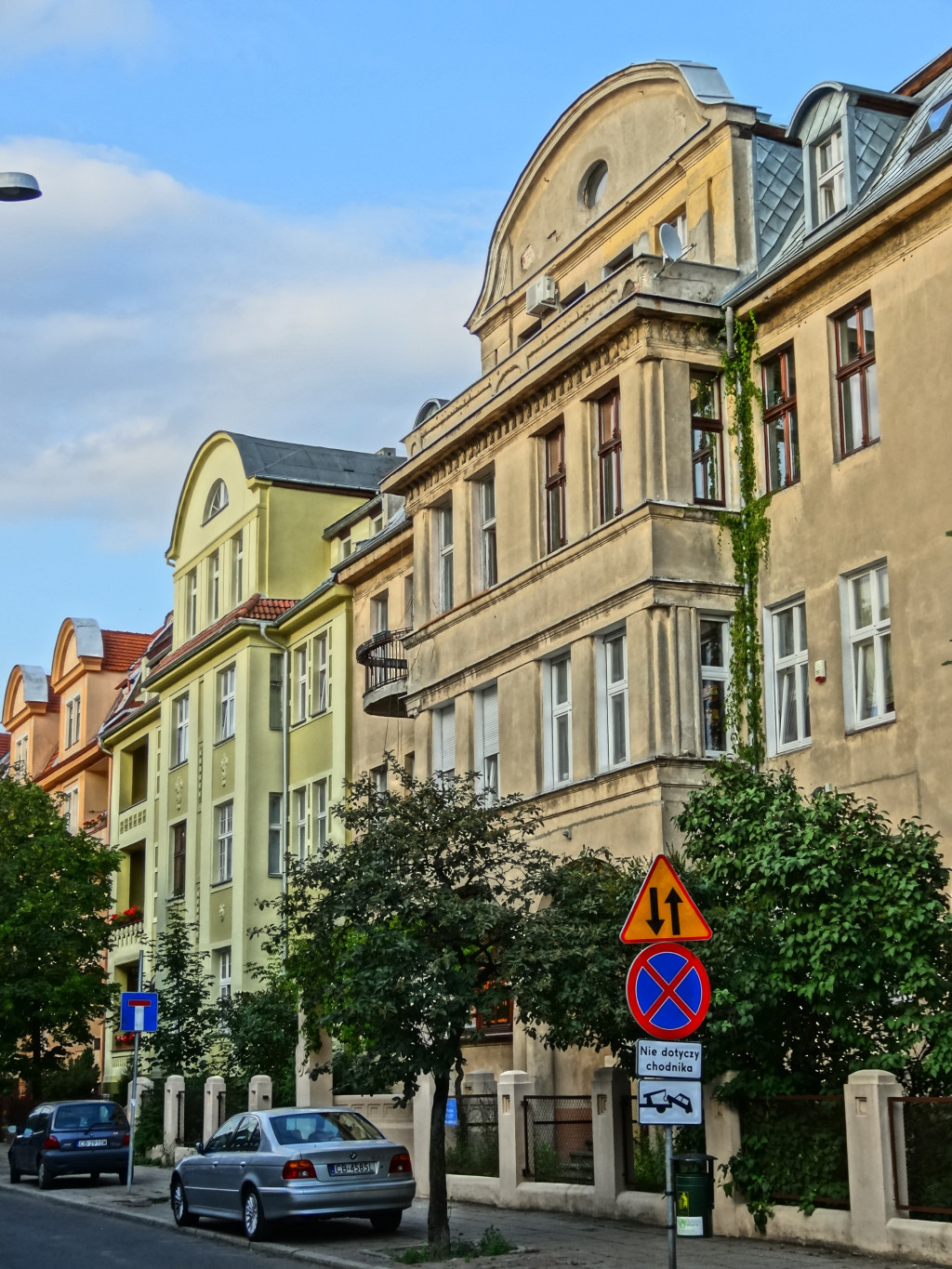
nr 16 i 18
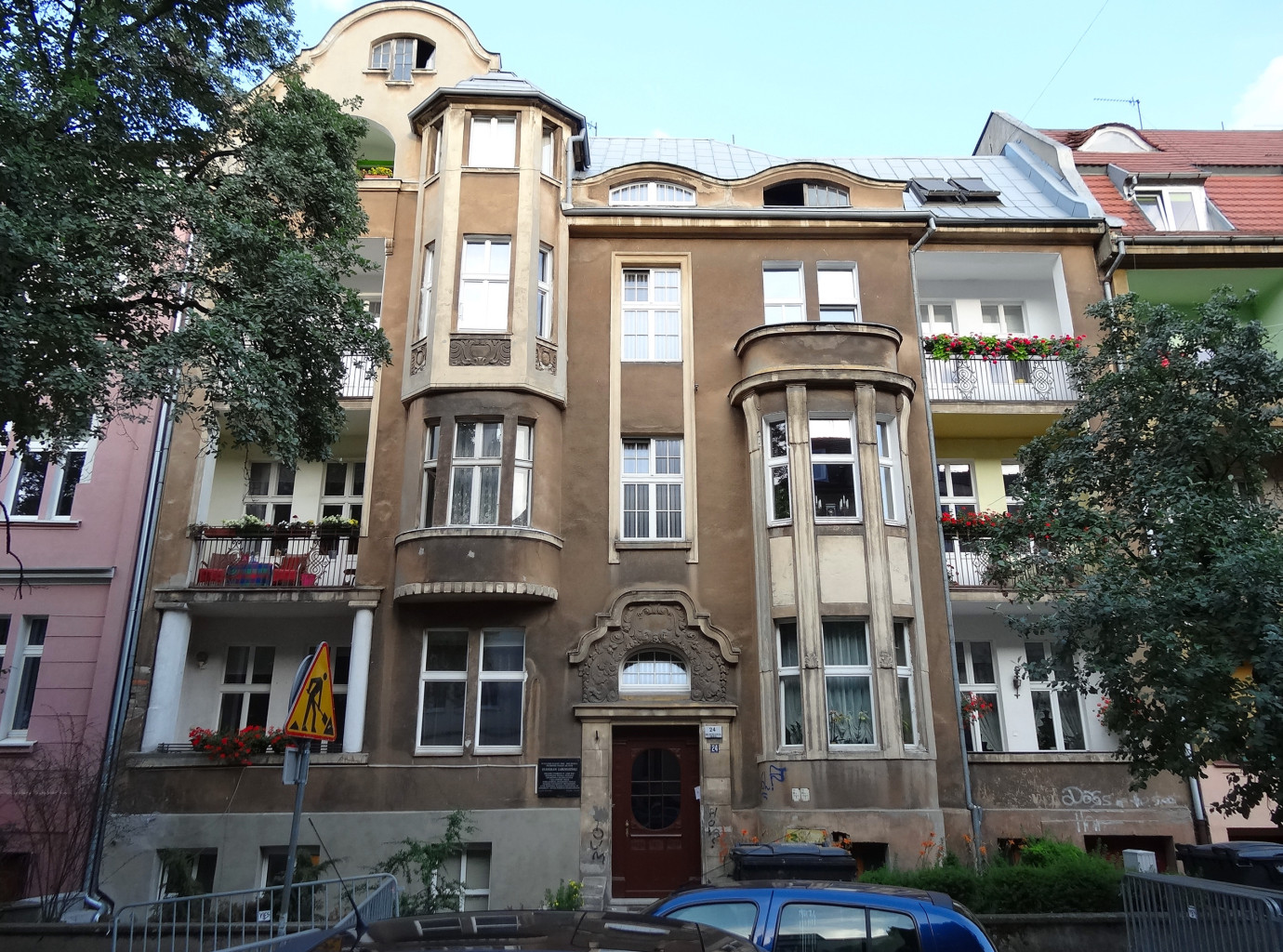
nr 24
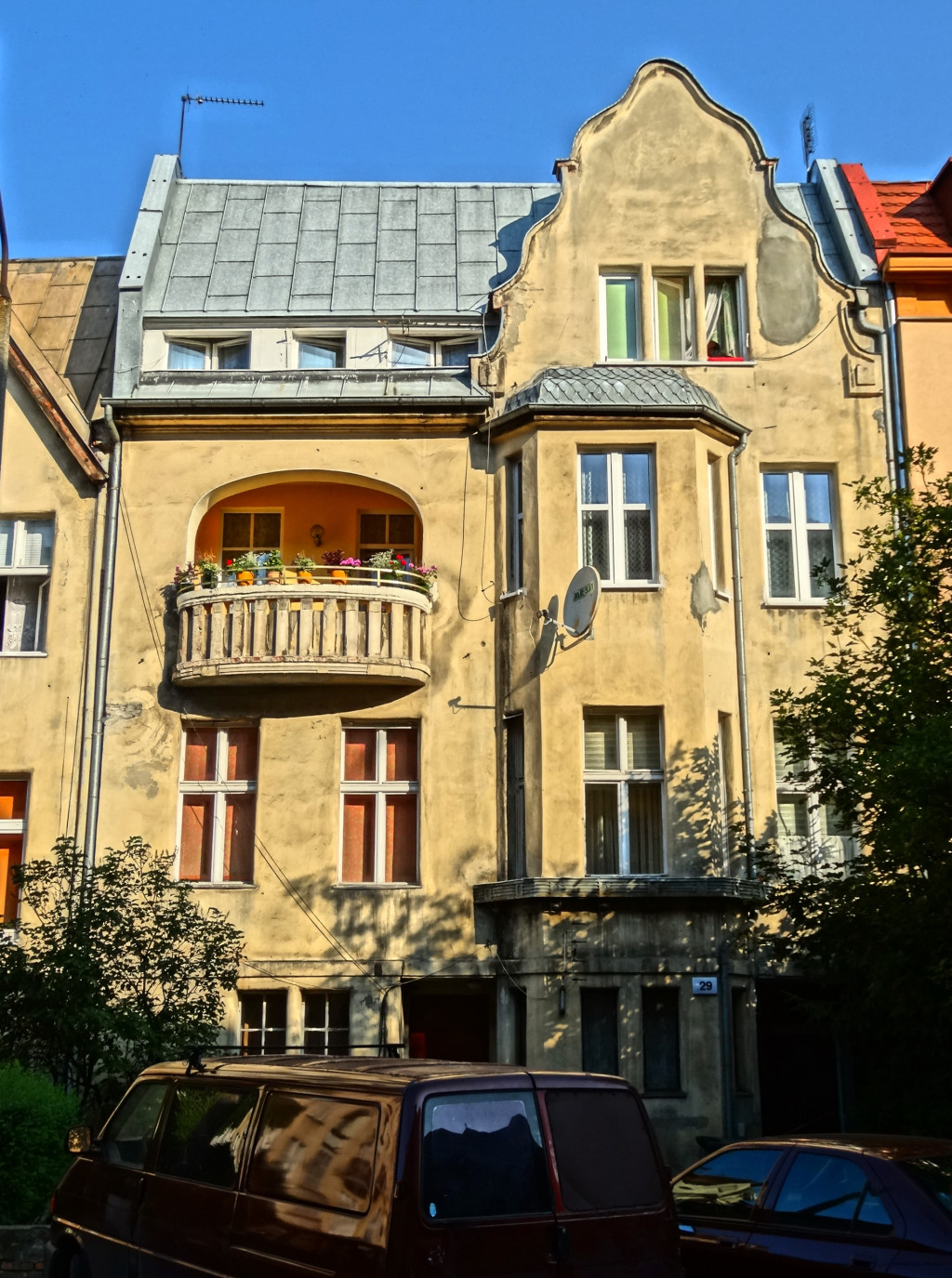
nr 29

### Inne

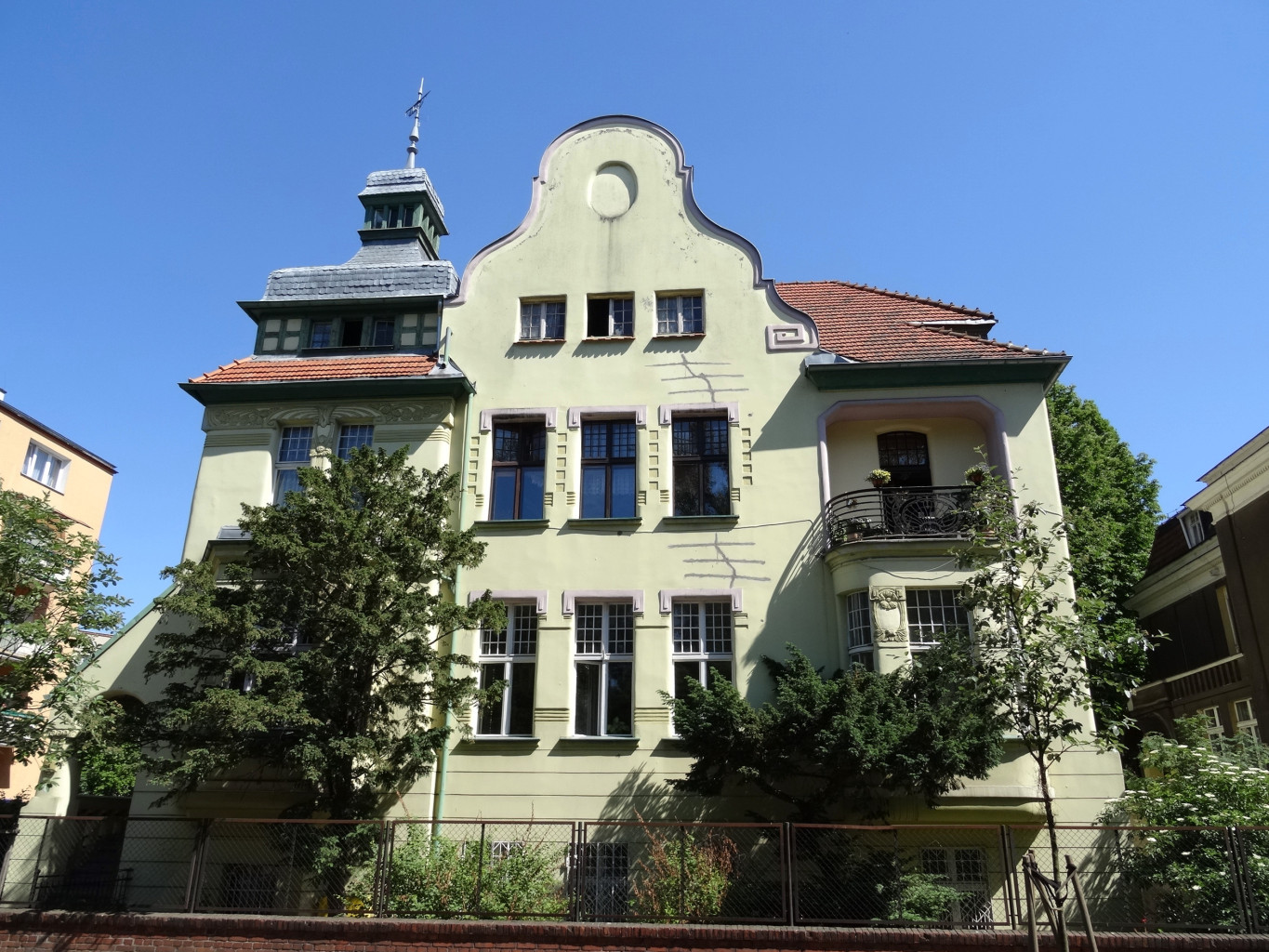
Willa ul. Paderewskiego 4
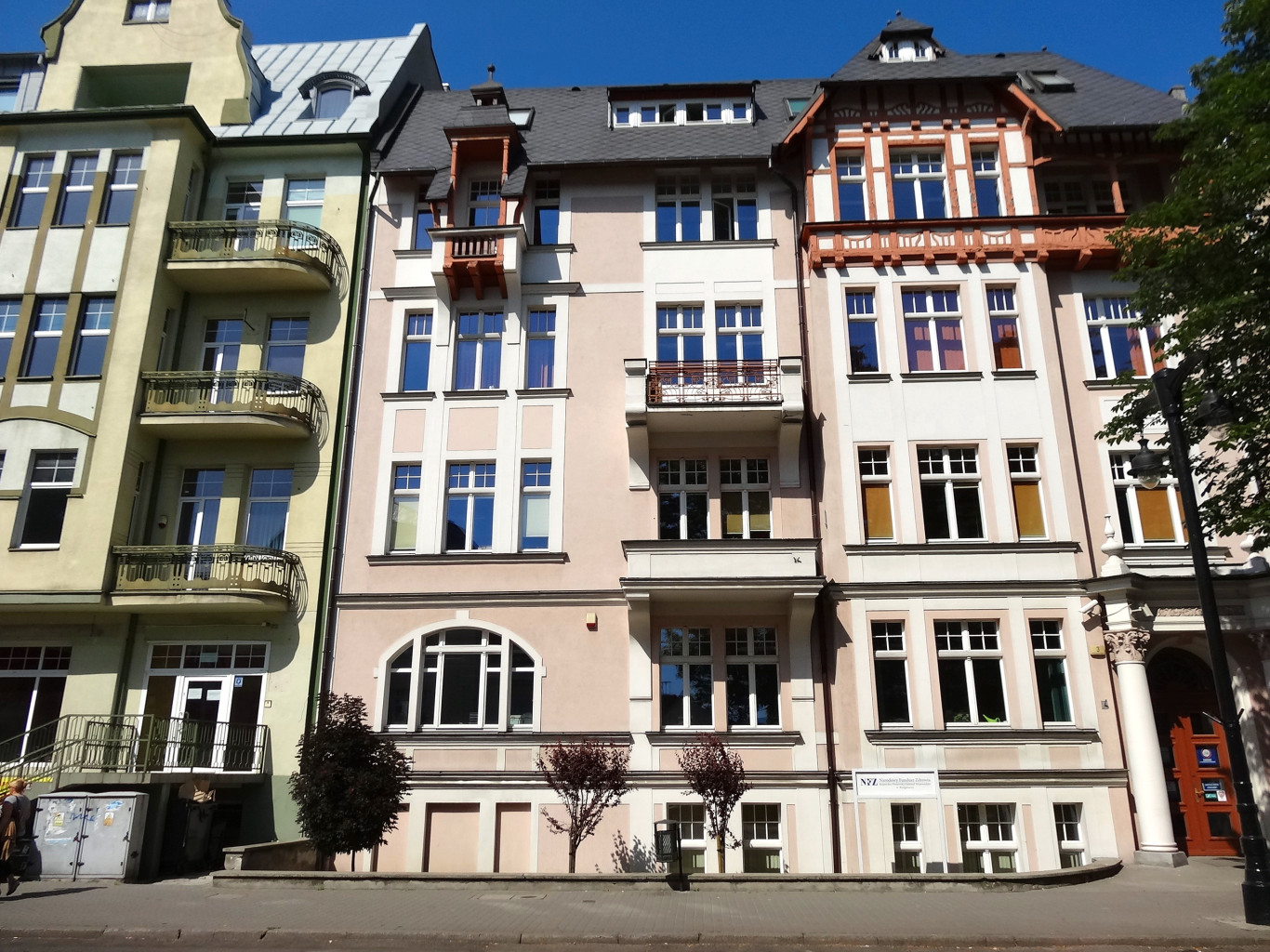
Słowackiego 3
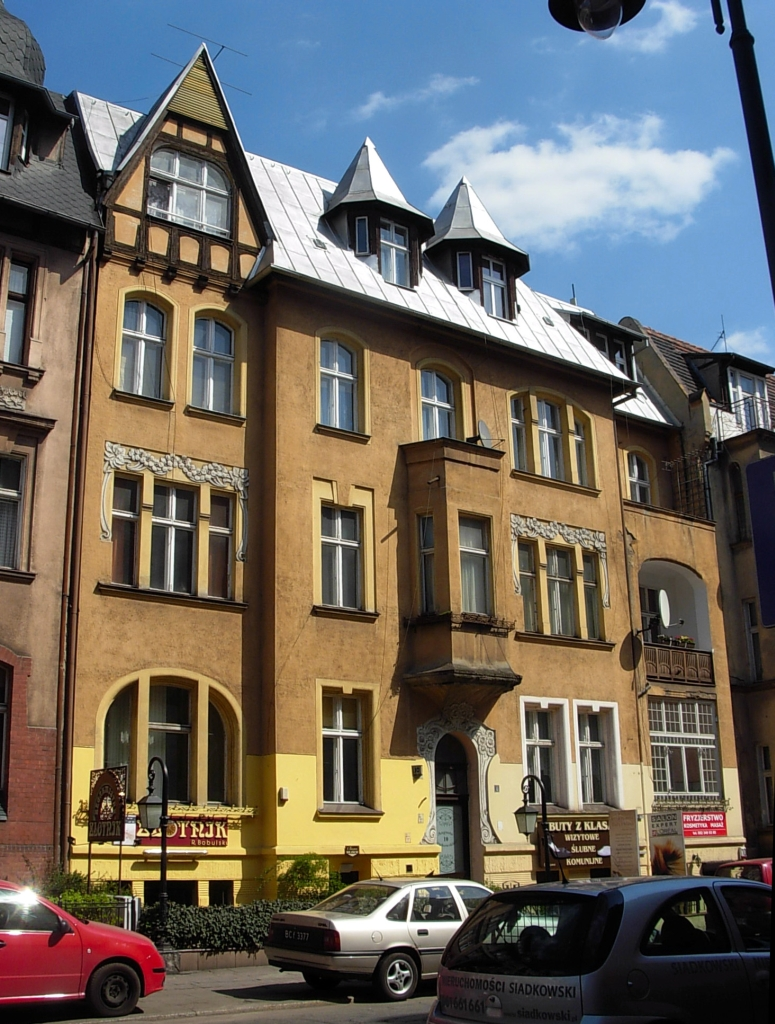
Cieszkowskiego 10
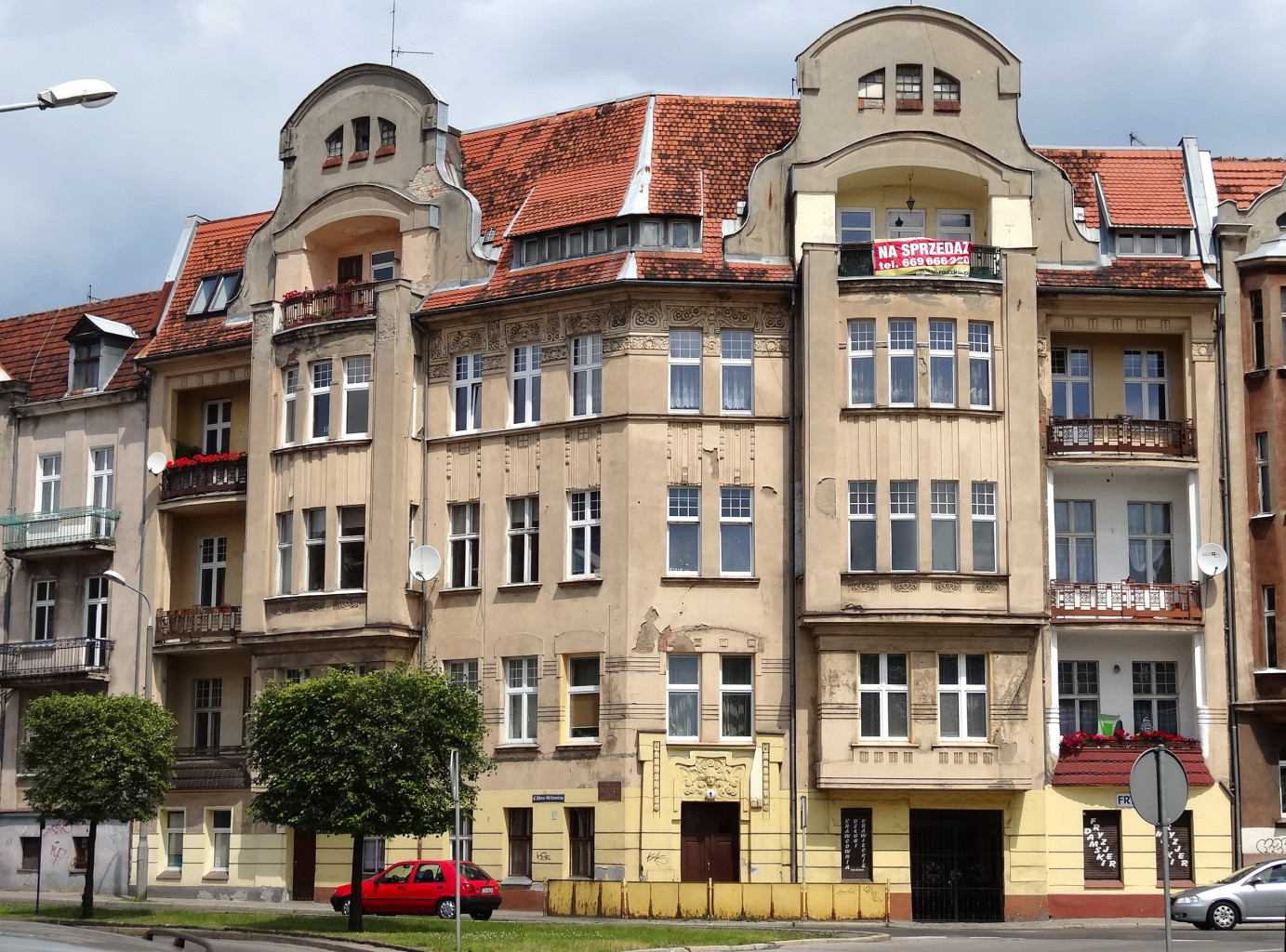
pl. Weyssenhoffa 1
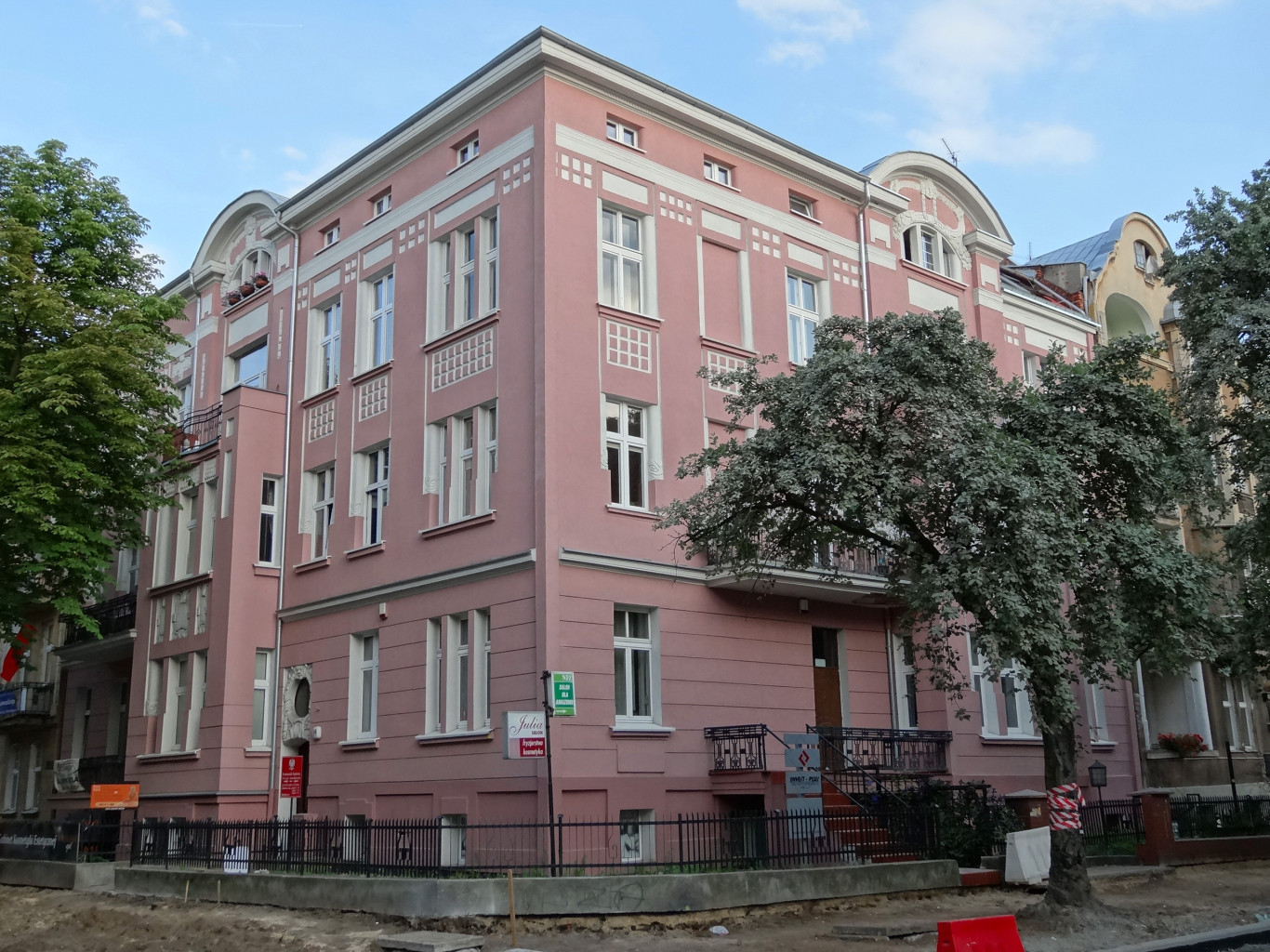
Chodkiewicza 14
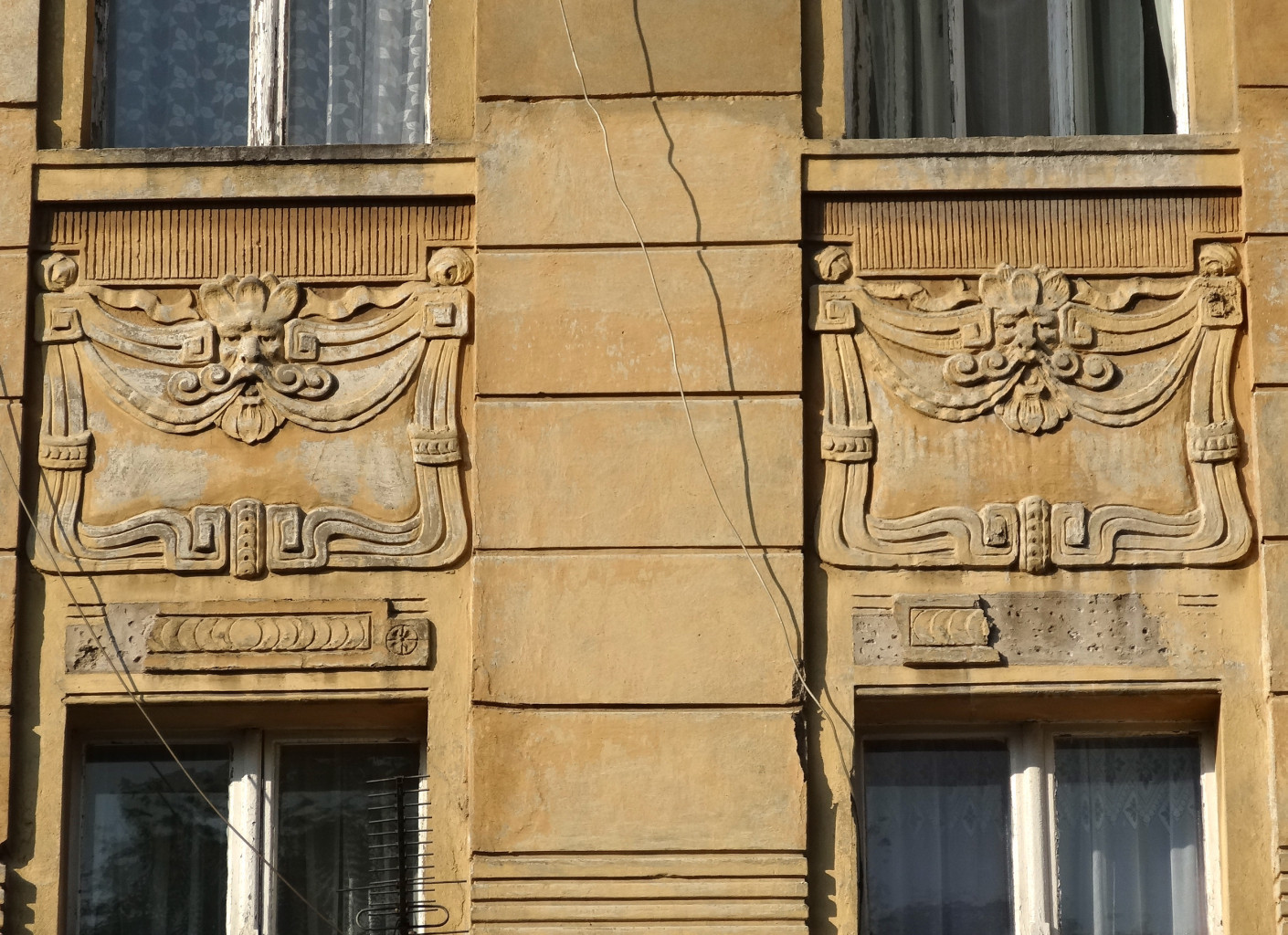
Chodkiewicza 22
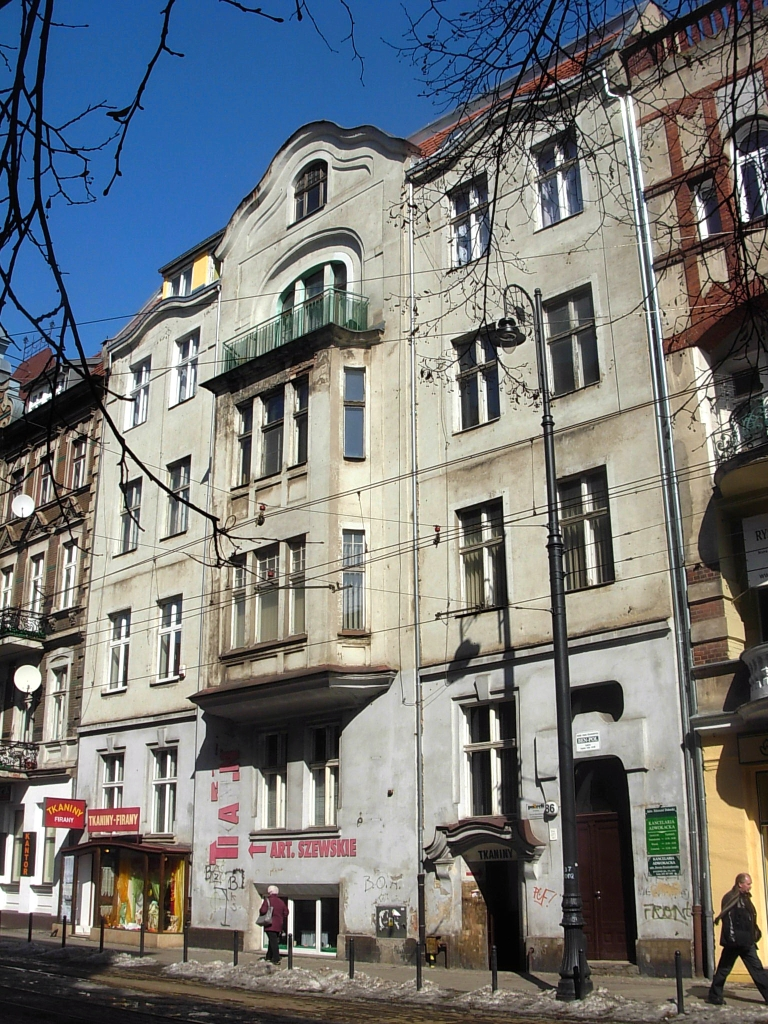
Dworcowa 86